# Партия национального спасения Камбоджи
Па́ртия национа́льного спасе́ния Камбо́джи (кхмер. គណបក្សសង្គ្រោះជាតិ, kuə̯n paʔ sɑŋkruəh ciət, дословно: Па́ртия спасе́ния на́ции) — камбоджийская национал-либеральная социально-популистская партия, созданная в 2012 году объединением оппозиционных Партии Сам Рейнси и Партии прав человека. Находится в оппозиции правящей Народной партии и правительству Хун Сена. Добилась серьёзного успеха на парламентских выборах 2013 года, организовала массовые антиправительственные выступления 2013—2014. Лидеры — Сам Рейнси, Кем Сокха. Запрещена властями по обвинению в антиправительственном заговоре.

## Эволюция камбоджийской оппозиции
Парижские соглашения (1991), завершившие многолетнюю войну, предусматривали не только восстановление Королевства Камбоджа и возвращение на трон Нородома Сианука, но и многопартийную парламентскую систему. На первых многопартийных выборах в мае 1993 года победу одержала монархическая партия ФУНСИНПЕК. Представительство в Национальной ассамблее получили также Народная партия Камбоджи (НПК, бывшая правящая компартия НРК) и Буддистская либерально-демократическая партия (БДЛП). Правительство было сформировано на трёхпартийной коалиционной основе.
НПК, располагавшая административно-силовым ресурсом, быстро установила своё доминирование в новой политической системе. Летом 1997 года второй премьер-министр Хун Сен совершил фактический государственный переворот, изгнал первого премьер-министра принца Ранарита и установил собственное единовластие. Политическая оппозиция подвергалась жёстким преследованиям, вплоть до террористических атак.
ФУНСИНПЕК был разгромлен и принуждён к лояльности, БЛДП прекратила деятельность. Новая оппозиция стала формироваться на основе национал-либерализма и националистического популизма. Лидерами её стал бывший министр финансов Сам Рейнси и депутат парламента Кем Сокха. Сам Рейнси создал в 1995 году Партию кхмерской нации, впоследствии принявшую в название имя своего лидера. Кем Сокха с 2007 года возглавлял Партию прав человека. Обе партии выступали под лозунгами демократизации и экономического либерализма, против авторитарной политики Хун Сена. Партия Сам Рейнси акцентировала также антикоррупционные требования, резко критиковала провьетнамский курс властей, протестовала против вьетнамской иммиграции в Камбоджу.
На выборах в Национальную ассамблею 2008 года Партия Сам Рейнси получила почти 22 % голосов и 26 мандатов из 123; Партия прав человек — более 6,6 % и 3 мандата. На выборах в сенат 2012 года за Партию Сам Рейнси проголосовали примерно столько же избирателей, что обеспечило 11 мест из 57.

## Программа единой оппозиционной партии
17 июля 2012 года в Пномпене было объявлено об объединении Партии Сам Рейнси и Партии прав человека в единую Партию национального спасения Камбоджи (ПНСК). Первую позицию в объединении занял Сам Рейнси, вторую — Кем Сокха. При этом обе партии продолжают автономное функционирование до 2017 года — когда истечёт срок полномочий сенаторов, избранных в 2012.
Новая партия провозгласила 7 принципов своего будущего правительства. Все они касаются социально-экономической проблематики:
- пенсии в 40 тысяч риелей (около 10 долларов) с 65-летнего возраста

- минимальная зарплата рабочих в 600 тысяч риелей (около 150 долларов) в месяц

- минимальная зарплата госслужащих в 1 миллион риелей (около 250 долларов) в месяц

- гарантированный сбыт сельхозпродукции, прежде всего риса по цене не ниже 1 тысячи риелей (около 25 центов)

- бесплатное медицинское обслуживание для малоимущих

- равный доступ молодёжи к образованию и трудоустройству

- снижение цен на топливо, электричество, сельскохозяйственные удобрения, а также процентов по банковским кредитам

В политической сфере ПНСК выступает за плюралистическую демократию и обеспечение гражданско-политических прав, против авторитарного правления НПК Хун Сена. Особо ставятся вопросы о пресечении нелегальной иммиграции, прежде всего вьетнамской, и о гарантиях равноправия женщин. В экономике партия отстаивает принципы свободного предпринимательства, стимулирование малого и среднего бизнеса как основы конкурентоспособного национального производства. В социальной сфере акцентируется развитие системы образования и профессионального обучения.
ПНСК является членом Либерального Интернационала.

## Выборы и протесты
На парламентских выборах 27 июля 2013 ПНСК, даже по официальным данным, добилась крупного успеха, получив 44,46 % голосов и 55 мандатов из 123. Наибольшая поддержка ПНСК отмечалась в Пномпене (57,68 %), провинции Кандаль (55,76 %), провинции Кампонгтям (51,1 %), провинции Прейвэнг (49,95 %). Таким образом, электоральной опорой камбоджийской оппозиции выступили горожане, особенно жители столицы; крестьяне, теряющие земельную собственность в результате изъятий, захватов и иммиграции; самые молодые избиратели.
ПНСК отказалась признать объявленные итоги голосования и призвала к акциям протеста. В течение года Пномпень был охвачен массовыми антиправительственными выступлениями. Оппозиционеров поддержали пномпеньские рабочие, прежде всего текстильщики, требовавшие установления минимальной зарплаты в размере 160 долларов. Между демонстрантами и правительственными силами произошли ожесточённые столкновения, несколько человек погибли.
Конфликт удалось частично урегулировать после личной встречи Сам Рейнси с Хун Сеном 21 июля 2014 и договорённости о разделе парламентского руководства. Несколько комиссий, в том числе антикоррупционная, перешли под контроль оппозиции.
Политическая ситуация в Камбодже остаётся сложной и напряжённой. Оппозиция подвергается преследованиям, лидеры ПНСК вынуждены скрываться от полиции, Сам Рейнси лишён депутатского мандата, выдан ордер на его арест. 27 апреля 2016 53 активиста ПНСК обратились к королю Камбоджи Нородому Сиамони с призывом остановить политические репрессии.

## Руководство и символика
Высшими органами ПНСК являются Постоянный комитет (определяет политику партии) и Исполнительный комитет (руководит текущей деятельностью партии). Председатель партии — Сам Рейнси, заместитель председателя — Кем Сокха. Генеральный секретарь партии (глава Исполкома) — предприниматель, политолог и депутат парламента Йим Сованн. Видным деятелем ПНСК является пресс-секретарь партии — правозащитница Му Сочуа, известная своей борьбой за права женщин, против гендерной дискриминации, бытового и семейного насилия, работорговли и эксплуатации на производстве.
Официальный символ ПНСК — восходящее солнце на синем фоне. Девиз: Спасать, служить, защищать (кхмер. សង្គ្រោះ បម្រើ ការពារ).

## Запрет
16 ноября 2017 года Верховный суд Камбоджи вынес решение о запрете ПНСК. Судебный вердикт последовал за заявлением МВД о подготовке оппозицией антиправительственной «цветной революции». Ранее был арестован Кем Сокха. 489 руководителей общин и 55 депутатов парламента от ПНСК были лишены должностей и мандатов, которые были переданы другим партиям. Большой группе партийных активистов — 118 человек — было запрещено заниматься политической деятельностью в течение пяти лет. Представители международного сообщества призвали власти Камбоджи отменить это решение. Чарльз Сантьяго, председатель комиссии парламента АСЕАН по правам человека, назвал запрет ПНСК «последним гвоздём в гроб камбоджийской демократии».
Принудительный роспуск оппозиционной партии позволил Хун Сену беспрепятственно победить на выборах 2018 года.